# Masterpiece (Big Thief)
Masterpiece è il primo album in studio del gruppo musicale statunitense Big Thief, pubblicato nel 2016.

## Tracce
Testi e musiche di Adrianne Lenker.
1. Little Arrow – 1:58
2. Masterpiece – 3:51
3. Vegas – 2:19
4. Real Love – 4:17
5. Interstate – 3:24
6. Lorraine – 1:53
7. Paul – 3:04
8. Humans – 3:23
9. Velvet Ring – 2:36
10. Animals – 2:59
11. Randy – 3:09
12. Parallels – 4:23